# Lusignan
Lusignan – miejscowość i gmina we Francji, w regionie Nowa Akwitania, w departamencie Vienne.
Według danych na rok 1990 gminę zamieszkiwało 2749 osób, a gęstość zaludnienia wynosiła 73 osób/km² (wśród 1467 gmin regionu Poitou-Charentes Lusignan plasuje się na 87. miejscu pod względem liczby ludności, natomiast pod względem powierzchni na miejscu 86.).